# Stierva
Stierva (ou Stürvis) est une localité et une ancienne commune suisse du canton des Grisons, située dans la région d'Albula.

## Géographie
Stierva se situe sur les pentes orientales de l'Albula. Ses plus hautes montagnes sont les Curvér Pintg da Taspegn (2 731 m) et le Muttner Horn (2 401 m). Outre la localité, le hameau de Bargung (1 540 m) et diverses fermes appartiennent à l'ancienne commune. Sur une superficie totale de 1 054 ha, 444 ha sont couverts de forêts et de bois et 71 ha de montagnes.

## Histoire
La présence ancienne d'une communauté est attestée par la découverte de résidus de fonte de minerai de fer datant de 1800 av. J.-C..
Le 1er janvier 2015, elle a fusionné avec ses voisines d'Alvaneu, Alvaschein, Brienz/Brinzauls, Mon, Surava et Tiefencastel au sein de la nouvelle commune d'Albula/Alvra.

## Monuments et curiosités
- L'église paroissiale Sainte-Madeleine est un bâtiment à une nef du gothique tardif avec un chœur polygonal qui a été construit en 1520-21 par Lorenz Höltzli sur des fondations plus anciennes. La nef et le chœur possèdent la plus riche voûte à nervures réticulées des Grisons. À l'intérieur, triptyque gothique tardif de l'école d'Ulm. La porte de la sacristie a une frise sculptée en bas-relief remontant à la même époque[1].
- À l'ouest de l'église, tour d'habitation à trois étages remontant à 1200 qui fut l'ancienne résidence des seigneurs de Stierva[2].